# Jarmila Kratochvílová
Jarmila Kratochvílová (Golčův Jeníkov, 26 de janeiro de 1951) é uma ex-atleta tcheca que competiu pela antiga Checoslováquia. Era especialista nas provas de 400 e 800 metros. Ainda é atualmente recordista dos 800 metros com o tempo de 1'53"28, alcançados em 1983.

## Carreira desportiva
Jarmila Kratochvílová chegou tardiamente à elite do atletismo, começando por se especializar nas provas de 200 e 400 metros. Foi com 29 anos que se estreou numa grande competição internacional - os Jogos Olímpicos de Verão de 1980, em Moscovo -, onde obteve uma medalha de prata atrás da alemã oriental Marita Koch, a sua grande rival nesta distância.
Nos Campeonatos de Europa de Atenas 1982 voltaria a ser segunda atrás de Marita Koch, que parecia imbatível. No dia 26 de julho de 1983, participaria, em Munique, numa corrida de 800 metros, uma distância que para ela não era muito habitual. Apesar disso, e graças à sua força e à sua velocidade, acabaria por fazer um tempo que, ainda hoje, permanece como o mais antigo recorde mundial do Atletismo feminino.
Este recorde convenceu-a a inscrever-se nas duas distâncias nos Campeonatos Mundiais de Helsínquia. Nesses campeonatos ela vence os 800 metros e, mais tarde, arrebata a sua segunda medalha de ouro batendo o recorde mundial dos 400 metros, tornando-se a primeira mulher a descer dos 48 segundos, com um tempo de 47"99. Este recorde haveria de ser quebrado, em 1985, pela sua grande rival, Marita Koch, com a marca de 47"60.
A dupla vitória de Helsínquia só fez aumentar a sua enorme decepção de não poder participar nos Jogos Olímpicos de Verão de 1984 devido ao boicote, tendo sido perseguida, durante toda a sua carreira, por lesões e doenças. Depois de terminar a sua carreira, em 1987, tornou-se treinadora.

## Controvérsia
Kratochvílová é um caso controverso no atletismo. O seu aspecto hipermusculado e "pouco feminino", bem como o fato de ter conseguido as suas melhores marcas depois dos trinta anos de idade, fizeram circular muitos rumores e especulações acerca do possível uso de drogas, ainda que nunca se tenham encontrado provas de tal ter acontecido. Há que dizer, no entanto, que no início dos anos oitenta as provas antidopagem estavam pouco desenvolvidas, e era habitual que muitas substâncias proibidas não fossem detectadas.

## Recordes pessoais
Outdoor
| Prova | Tempo           | Data           | Local      |
| ----- | --------------- | -------------- | ---------- |
| 100 m | 11,09 s         | 6 junho 1981   | Bratislava |
| 200 m | 21,97 s         | 6 junho 1981   | Bratislava |
| 400 m | 47,99 s (ex-WR) | 10 agosto 1983 | Helsínquia |
| 800 m | 1.53,28 (WR)    | 26 julho 1983  | Munique    |

Indoor
| Prova | Tempo        | Data            | Local |
| ----- | ------------ | --------------- | ----- |
| 200 m | 22,76 s      | 28 janeiro 1981 | Viena |
| 400 m | 49,59 s (WR) | 7 março 1982    | Milão |